# 渡辺伸
渡辺 伸（わたなべ しん、1940年2月20日 - 2002年3月25日）は、日本の外交官。元駐アラブ首長国連邦・アルジェリア大使。

## 経歴・人物
山口県出身。都立日比谷高校を経て、1964年（昭和39年）、東京大学教養学部教養学科国際関係論卒業。同年、外務省入省。同期に加藤紘一（衆議院議員、防衛庁長官、内閣官房長官）、川島裕（外務事務次官）、法眼健作（中近東アフリカ局長、駐カナダ大使）、高島有終（駐ドイツ大使、国際情報局長）、佐藤俊一（駐ベルギー大使、中南米局長）など。
アラビア語研修（エジプトなど）、駐クウェート・サウジアラビア・ハンガリー各公使を経て、1990年（平成2年）9月、イラク軍によるクウェート侵攻を受けて、中東派遣医療団先遣隊長として単身で乗り込む。同年12月、文部省大臣官房審議官、1992年（平成4年）、駐アラブ首長国連邦大使　、1996年（平成8年）、駐アルジェリア大使就任。2001年退官。駐アルジェリア大使時代、重病に掛かるも持ち直し、帰国後の2001年7月5日、日本－アルジェリアセンターを設立し、代表に就任したが、2002年（平成14年）3月25日死去した。
政治家加藤紘一との盟友関係が知られている。

## 著書
- 『アルジェリア危機の10年―その終焉と再評価』（文芸社、2002年2月）